# Polypedilum obliteratum
Polypedilum obliteratum är en tvåvingeart som beskrevs av Jean-Jacques Kieffer 1920. Polypedilum obliteratum ingår i släktet Polypedilum och familjen fjädermyggor.
Artens utbredningsområde är Ungern. Inga underarter finns listade i Catalogue of Life.